# 青木昆陽
青木 昆陽（あおき こんよう、元禄11年5月12日〈1698年6月19日〉 - 明和6年10月12日〈1769年11月9日〉）は、江戸時代中期の、幕臣御家人、書物奉行、儒学者、蘭学者。サツマイモの普及を図り、甘藷先生（かんしょせんせい）と呼ばれる。名は敦書（あつのり、あつぶみ）、字は厚甫（原甫とも）、通称は文蔵、昆陽と号した。

## 生涯

### 大岡忠相による抜擢
江戸日本橋小田原町（現在の東京都中央区）の魚屋・佃屋半右衛門の1人息子として生まれる。先祖は近江国の人で、蒲生氏一族という。
浪人として京都の儒学者である伊藤東涯の古義堂に入門して儒学を学ぶ。江戸町奉行所与力・加藤枝直（又左衛門）と懇意で、享保18年（1733年）に加藤の推挙により南町奉行・大岡忠相に取り立てられ、幕府書物の閲覧を許される。

### サツマイモの普及
享保17年（1732年）に起きた享保の大飢饉は日本全土に被害をもたらした。しかし、享保期に薩摩国では既にサツマイモが伝来して農耕作物として普及定着していたと推測されており、サツマイモの栽培は飢えから人々を救っていた。
昆陽は京都で学んでいた頃に書物によって甘藷（サツマイモ）が救荒作物として重要であることを知ったとされる。昆陽は甘藷を栽培して救荒食とすべきことを江戸幕府8代将軍・徳川吉宗に上書し、これが認められて甘藷試作地として下総国千葉郡馬加村（現在の千葉市花見川区幕張）、小石川薬園（小石川植物園）、上総国山辺郡不動堂村（現在の千葉県山武郡九十九里町）が選定された。昆陽が江戸へサツマイモを伝えたのは享保19年（1734年）のこととされている。享保20年（1735年）には『蕃薯考』（ばんしょこう）を発表。元文元年（1736年）には薩摩芋御用掛を拝命し、身分が幕臣となった。
寛保3年（1743年）には幕府から甘薯栽培の奨励を行っている。昆陽は後世“甘藷先生”と称され、墓所の瀧泉寺（目黒不動）には「甘藷先生之墓」がある。また、甘藷の試作が行われた幕張では昆陽神社が建てられ、昆陽は芋神さまとして祀られている。九十九里町には「関東地方甘藷栽培発祥の地」の碑が建てられている。

### 古文書研究
元文4年（1739年）には御書物御用達を拝命した。昆陽はサツマイモ栽培から離れた。
寺社奉行となっていた大岡忠相の配下に加わり、甲斐（山梨県）・信濃（長野県）・三河（愛知県）など徳川家旧領の古文書を調査し、在野の家蔵文書を収集して由緒書を研究。昆陽は収集した文書を分類して書写し、『諸州古文書』としてまとめた。昆陽の研究に使われた原本は所有者に正しく返却され、返却の際には家蔵文書の重要性を説き保存を諭している。

### 蘭学
のち紅葉山火番を経て1747年には評定所儒者となった昆陽は、1740年に将軍吉宗から野呂元丈とともに蘭語学習を命じられ、オランダ語の習得に努めた。短期間ではあるがオランダ人や蘭語通詞のいる長崎に修学のために赴いている。「和蘭（オランダ）文訳」「和蘭文字略考」などの入門書や辞書を残し、野呂と共に日本の蘭学の先駆者となった。最晩年の弟子には『解体新書』で知られる前野良沢がいる。
明和4年（1767年）書物奉行を命ぜられた。
明和6年（1769年）流行性感冒により死去、享年72。
著書に『蕃薯考』『和蘭文訳』『和蘭文字略考』『経済纂要』『昆陽漫録』『草盧雑談』など。『国家金銀銭譜』は本邦初の金銀古銭の目録である。

## サツマイモの普及

### 経緯
日本にサツマイモが最初に伝来した地については宮古島とする説もあるが、一般的には慶長10年（1605年）に野国総官によって琉球に伝わったとされている。本土の鹿児島には、島津家久の琉球出兵（1611年）の際に兵士が持ち帰ったルート、種子島久基が1698年に琉球王尚貞より取り寄せたルート、薩摩山川の漁師である前田利右衛門が1705年に琉球から持ち帰ったルートの3つのルートで伝わったとされている。このうち1611年と1705年に伝来した品種は赤イモ、1698年に伝来した品種は黄（白）イモだったとされる。
昆陽が享保19年（1734年）に江戸に伝えたのは赤イモで「サツマイモ」と呼ばれるようになった。

### 薩摩芋の関東への普及
一般的には、琉球や南西諸島を除けば薩摩藩領内で栽培されるのみであり、藩外への持ち出し禁止であったサツマイモ（薩摩芋）が、青木昆陽のサツマイモ試作の後、全国、特に関東にその栽培が広まった、とされている。しかし、この点については、後述の佐藤信淵の指摘をはじめ、以下のような疑問視をされている。
- 加藤枝直の記録によれば、昆陽が馬加村・不動堂に出張したのは年間勤務数117日のうち、わずか7日であり、実際は養生所の作場への出勤が主で、ほとんど現地に出向いていない。
- 昆陽はこの数年の試作以後、薩摩芋栽培普及の職務からは離れ、古文書収集・蘭語研究に携わっていること。
- 昆陽の試作以前に、関東郡代、伊奈忠逵（1712年 - 1750年）のもとで、甘藷栽培が試みられていた。
- 享保期以前に下総銚子経由で薩摩芋の栽培法が、関東にもたらされていたという文献がある[12]。
- そもそも昆陽が『甘藷説』の中で薩摩芋の栽培法を伝えた人物として、幕張の隣村武石村（現千葉市花見川区）の薩摩浪人の話を伝えている。

いずれにしても、昆陽の試作が
- 幕府（町奉行）が命を下して行った本格的な試作であったこと。
- 昆陽の「蕃薯考」が出版され、薩摩芋栽培の普及を意図・頒布したこと。
- （数々の事例を経て、公式な栽培実績もできたことにより）この試作以降、薩摩芋を幕府が救荒作物として本格的に考えるようになった。

などから、この試作が、薩摩芋の関東への普及にとって画期的な事件であったと位置づけられている。

### 同時期に普及に努めた人物
- 下見吉十郎（伊予松山藩）
- 井戸正明（石見銀山大森代官）

## 史跡等

### 青木昆陽甘藷試作地
青木昆陽が享保20年（1735）にサツマイモの試験栽培を行った地の一つに馬加村（現・千葉市花見川区幕張町）があり「青木昆陽甘藷試作地」として千葉県指定史跡になっている。

### 昆陽神社
- 所在地： 千葉市花見川区幕張町4-594-2
- 位置： 北緯35度39分40.17秒 東経140度3分17.93秒 / 北緯35.6611583度 東経140.0549806度
- 交通： JR総武線（各駅停車）幕張駅、京成千葉線京成幕張駅　徒歩5分。秋葉神社と同一敷地内に所在。

道路工事のために社殿は取り壊され、一時的に子守神社に移転した。2006年11月に新しく作られた現在の社殿に戻った。

### 青木昆陽墓

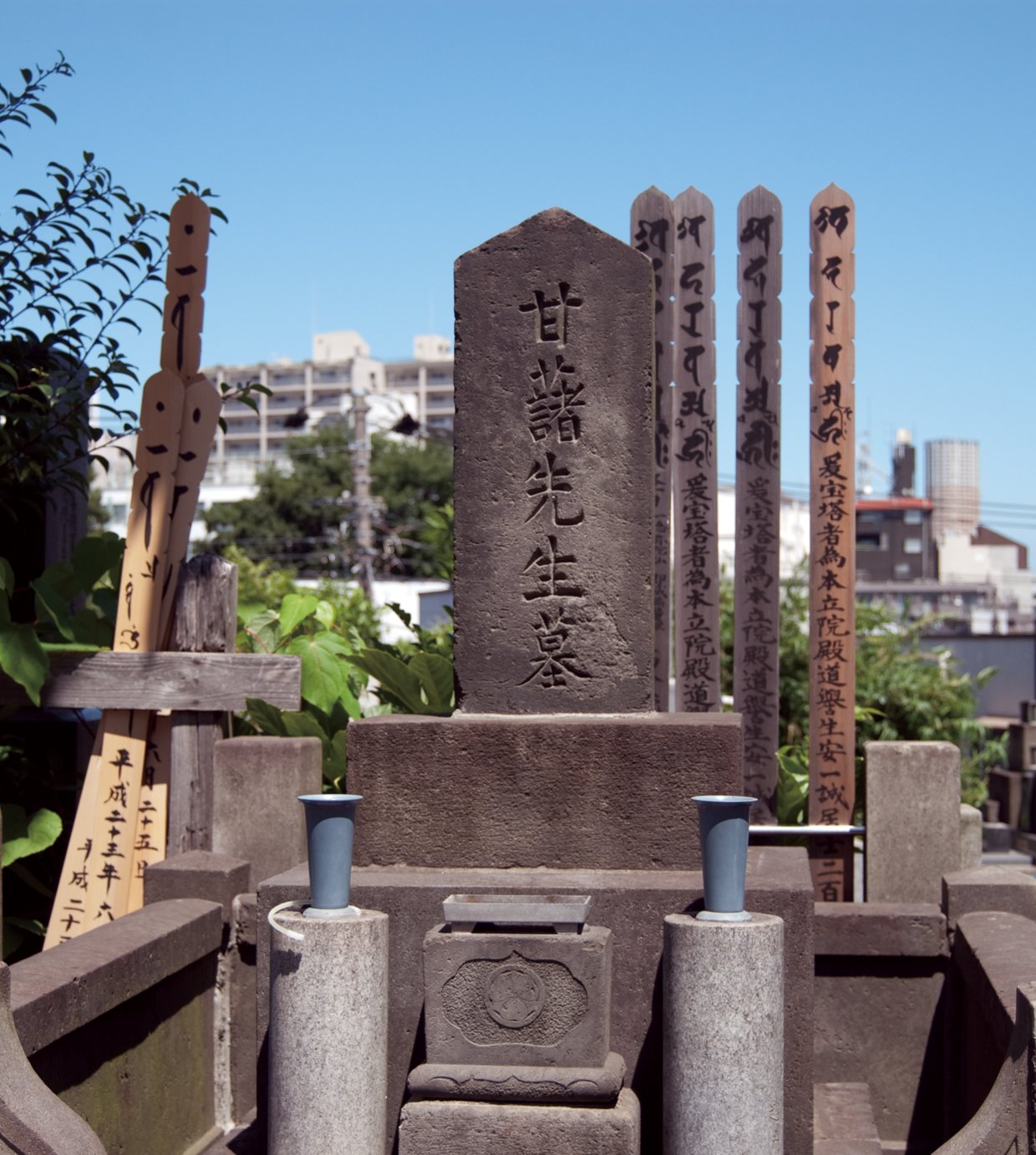
青木昆陽の墓（目黒不動墓地）

昆陽は下目黒・大鳥神社の近くに別邸を持ち、その墓は東京都目黒区下目黒3丁目の瀧泉寺（目黒不動尊）飛び地境内の目黒不動墓地にある。1943年（昭和18年）5月1日に国の史跡に指定された。墓石は昆陽自ら「甘薯先生墓」と刻んだ寿塔（生前に建てる墓）である。
瀧泉寺（目黒不動尊）では、10月12日の命日には昆陽会（こんようえ）が執り行われ、毎年10月28日の縁日には「甘藷まつり」が開かれ、多くの参拝客でにぎわう。
- 交通
  - 東急バス　渋72　目黒不動尊下車
  - JR山手線　目黒駅　下車
  - 東急目黒線　不動前駅　下車

## 関連作品
- さつまいも太平記（1940年、演：下田猛）
- 男は度胸（1970年、演：三上左京）
- 吉宗評判記 暴れん坊将軍（1978年、演：左右田一平）
- 大奥（1983年、演：岡本信人）
- 暴れん坊将軍III（1988年、演：益岡徹）
- 八代将軍吉宗（1995年、演：西田和昭）